# Onthophagus parumnotatus
Onthophagus parumnotatus là một loài bọ cánh cứng trong họ Bọ hung (Scarabaeidae).